# Євангеліє шести пістолетів
«Євангеліє шести пістолетів» (англ. Six Gun Gospel) - вестерн 1943 року режисера Ламберта Гілльйєра та сценаристів Адель Баффінгтон та Еда Ерла Реппа . Це третя стрічка із серії фільмів про маршала "Неваду" Джека МакКензі. Головні ролі зіграли Джонні Мак Браун, Реймонда Гаттона, Едді Дью, Кеннет Макдональд та Едмунд Кобб . Фільм вийшов у прокат 3 серпня 1943 року.   

## У ролях
- Джонні Мак Браун - "Невада" Джек МакКензі
- Реймонд Гаттон - Сенді Гопкінс
- Інна Гест - Джейн Сіммс
- Едді Дью - Ден Бакстер
- Кеннет Макдональд - Ейс Бентон
- Едмунд Кобб - Вако
- Рой Баркрофт - Даркін
- Бад Осборн - Джо
- Ізабель Візерс - Ельвіра
- Мері Макларен - місіс Мері Дейлі
- Джек Дейлі - Бен Дейлі
- Арті Ортего - Ед
- Лінтон Брент - Стів
- Мілберн Моранте - Зек
- Кернан Кріппс - Білл Сіммс
- Том Лондон - вбитий картяр

## Зовнішні посилання
- Євангеліє шести пістолетів на сайті IMDb (англ.)